# Tang Kam Man
Tang Kam Man (nascido em 5 de junho de 1955) é um ex-ciclista honconguês.
Competiu representando o Honguecongue em três provas do ciclismo de estrada e pista nos Jogos Olímpicos de 1976, realizados em Montreal, Canadá.